# Julie Bindel
Julie Bindel (20 de julio de 1962) es una escritora feminista radical inglesa. Es también cofundadora del grupo de reforma legal Justice for Women, cuyo objetivo es ayudar a las mujeres que han sido procesadas por agredir o matar a parejas masculinas violentas.
Ex investigadora invitada de la Universidad de Lincoln (2014-2017) y ex subdirectora del Centro de Investigación sobre Violencia, Abuso y Relaciones de Género de la Universidad Metropolitana de Leeds, gran parte del trabajo de Bindel se refiere a la violencia contra mujeres y niños, particularmente por lo que se refiere a la prostitución, al acoso, al fundamentalismo religioso y a la trata de personas. 
Bindel ha escrito o colaborado en más de 30 capítulos y ha escrito cinco libros, incluidos Straight Expectations (2014) y The Pimping of Prostitution (2017). También es editora, junto con su compañera Harriet Wistrich, de The Map of My Life: The Story of Emma Humphreys (2003). Escribe habitualmente para The Guardian, New Statesman, The Spectator, la revista de The Sunday Telegraph y Standpoint.

## Trayectoria
Bindel y sus dos hermanos (uno mayor y otro menor) crecieron en una casa comunal en Darlington, al noreste de Inglaterra, después de mudarse allí desde una casa adosada sin baño interior. Ella es de ascendencia mixta católica y judía. Fue a Branksome Comprehensive School de 1973 a 1978, y la abandonó un año antes sin que nadie la echara de menos, según escribió ella misma. Salió del armario como lesbiana en 1977, a los 15 años. Mientras crecía, según cuenta ella misma en 2009, la idea de la conformidad heterosexual le resultaba muy desagradable.

### Policías, mujeres y asesinos en libertad
Cuando tenía 17 años, Bindel se mudó a Leeds y se unió al Grupo Feminista Revolucionario de Leeds, que luchaba contra la pornografía.
Peter Sutcliffe, el Destripador de Yorkshire, todavía estaba prófugo; había asesinado a 13 mujeres, principalmente en el área de Leeds y Bradford entre 1975 a 1980, algunas de las cuales trabajaban como prostitutas, y atacado a siete más, dándolas por muertas. Fue la ira de Bindel por los asesinatos de Sutcliffe lo que la llevó a hacer campaña para poner fin a la violencia sexual contra las mujeres. Según ella, la investigación policial sólo empezó en serio cuando la primera "no prostituta" fue asesinada. También le enojaban las afirmaciones de la policía de que las prostitutas eran el objetivo del asesino, a pesar de que desde mayo de 1978 ninguna de las víctimas encajaba en ese perfil, y la sugerencia de la policía de que las mujeres permanecieran en casa.
Bindel cuenta que una noche de noviembre de 1980 la siguió a su casa un hombre de mediana estatura, barba oscura y pelo hirsuto. Ella corrió a un pub para refugiarse e informó lo sucedido a la policía, que le pidió que hiciera un retrato robot o de otra manera no tendrían en cuenta su denuncia porque su perseguidor tenía acento de Yorkshire. Como el acento de ella se parecía al del hombre del noreste, que luego se descubrió que era un farsante, el policía que le tomó declaración restó importancia a las alegaciones de Bindel sugiriendo que ella "solo estaba tratando de encubrir a [su] padre". Unos días después, se encontró el cuerpo de la última víctima de Sutcliffe, una estudiante de 20 años, Jacqueline Hill, a menos de 800m de donde el hombre había seguido a Bindel. Cuando se publicó la fotografía de Sutcliffe después de su arresto al año siguiente, Bindel pudo comprobar que su retrato robot era de hecho muy parecido a él y se parecía a la versión proporcionada por Marilyn Moore, una de las víctimas de Sutcliffe que había sobrevivido.
Bindel participó en protestas feministas contra los asesinatos, entre las que cabe menionar la puesta de carteles policiales falsos en Leeds que sugerían a los hombres que se mantuvieran alejados de las calles:

Atención a todos los hombres de West Yorkshire,[...] hay un asesino en serie suelto por la zona. Por consideración a la seguridad de las mujeres, por favor, asegúrense de estar en casa a las 8 de la tarde cada día, para que las mujeres puedan ir a lo suyo sin el miedo que ustedes provocan.

A finales de 2006, cuando el autor de los asesinatos en serie de Ipswich todavía seguía activo, Bindel descubrió que la policía seguía sugiriendo a las mujeres que "se mantuvieran alejadas de las calles", señalando que "Si sales sola por la noche, te estás poniendo en peligro".

## Investigación y activismo

### Posiciones Académicas
Bindel ha sido subdirectora del Centro de Investigación sobre Violencia, Abuso y Relaciones de Género de la Universidad Metropolitana de Leeds (década de 1990), investigadora de la Unidad de Estudios sobre Abuso de Niños y Mujeres de la Universidad Metropolitana de Londres (década de 2000), periodista invitada de la Universidad Brunel de Londres (2013-2014) e investigadora visitante de la Universidad de Lincoln (2014-2017).

### Justicia para las mujeres

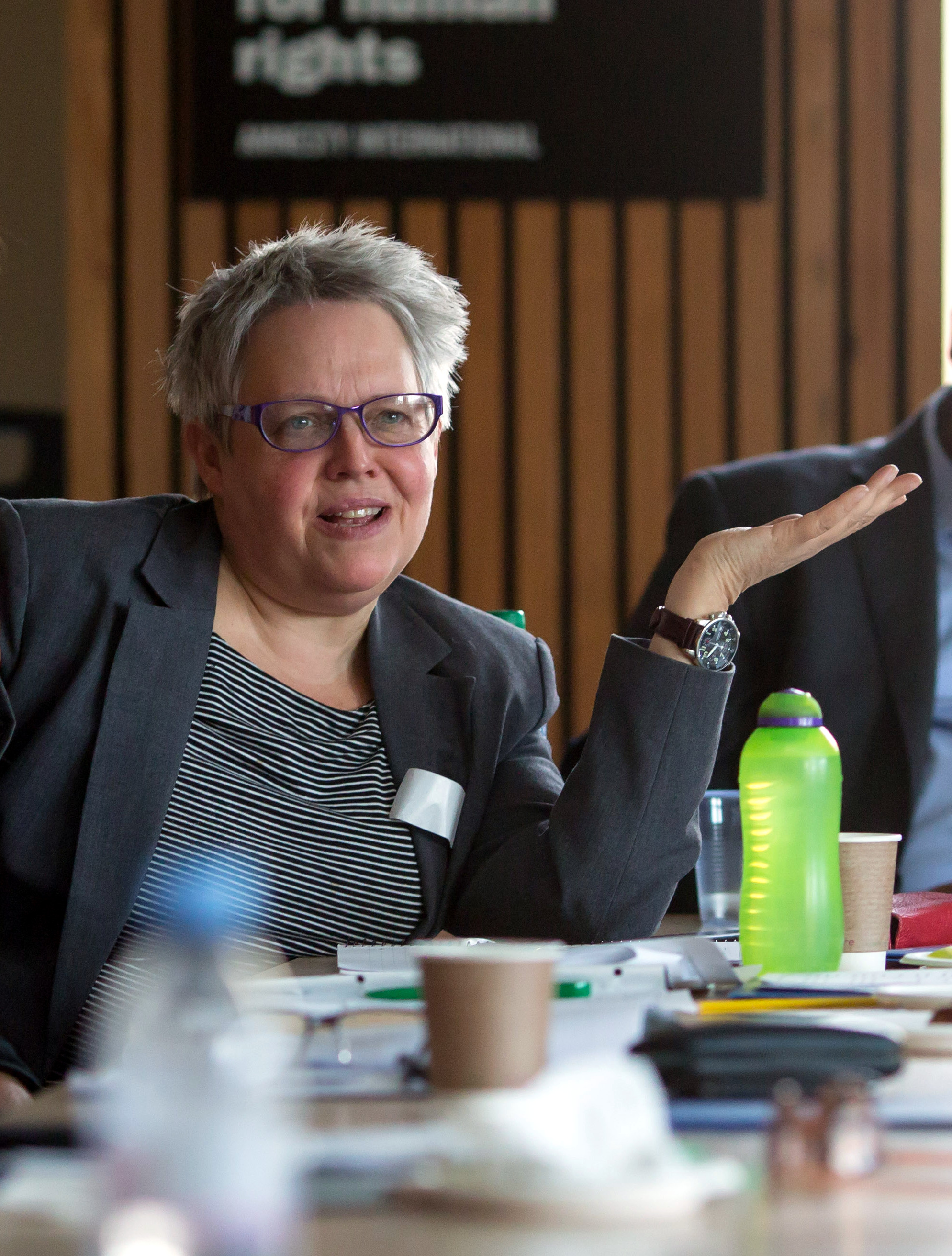
Harriet Wistrich, cofundadora de Justicia para las Mujeres

La investigación de Bindel sobre la violencia contra las mujeres en las relaciones domésticas y personales ha sido un elemento central de su trabajo. Junto con su pareja, Harriet Wistrich, abogada, y Hilary McCollum, Bindel cofundó Justice for Women (JFW), un grupo feminista que hace campaña contra las leyes que discriminan a las mujeres en casos de violencia de género. E. Jane Dickson escribió en The Independent en 1995 que el grupo estaba dirigido por Bindel, Wistrich y su perro, Peggy, desde su casa en el norte de Londres; Peggy ponía "su granito de arena por la causa gruñendo como Cerbero ante la aproximación de una pisada masculina".
JFW se creó en 1991, inicialmente con la campaña Free Sara Thornton, que abogaba por la liberación de Sara Thornton, que había sido condenada el año anterior por asesinar a su violento marido. JFW se lanzó en solidaridad con Southall Black Sisters, que hacían campaña por la liberación de Kiranjit Ahluwalia, condenada en 1989 por asesinar a su marido.
Uno de los primeros casos de JFW fue el de Emma Humphreys. Humphreys había sido condenada por asesinato después de matar a su novio, violento y proxeneta en 1985, cuando ella tenía 17 años. En septiembre de 1992, escribió a JFW desde prisión pidiendo ayuda. Con su apoyo, apeló con éxito la condena, alegando provocación a largo plazo, convirtiéndose en una sentencia importante en aquel momento. Las noticias del 7 de julio de 1995 muestran a Humphreys, Bindel y Wistrich de la mano en las escaleras del Old Bailey después de que los jueces ordenaran que Humphreys fuera puesta en libertad.
Humphreys murió tres años después por sobredosis.  Bindel, Wistrich y Humphreys se habían hecho amigas, y fueron Bindel y Wistrich quienes la encontraron muerta en la cama de su casa. Coeditaron un libro basado en notas que ella había tomado sobre su vida, The Map of My Life: The Story of Emma Humphreys (2003). También crearon el premio anual Emma Humphreys Memorial que se otorga a mujeres y grupos que crean conciencia sobre la violencia contra mujeres y niños.
En 2008, una cuestión sobre el que Bindel había hecho campaña durante más de una década atrajo el interés del gobierno. JFW y Southall Black Sisters habían tratado de cambiar una ley que protegía a los hombres y penalizaba a las mujeres. Si los hombres asesinaban a su pareja en el calor del momento, era admisible apelar a la provocación como atenuante. Esa posibilidad no era apropiada para las mujeres atrapadas en relaciones violentas, porque los asesinatos cometidos en el contexto de un sometimiento continuo a la violencia no ocurrían en el calor del momento, sino que a menudo estaban calculados para proporcionar un escape de la violencia. La campaña para cambiar la ley trataban de evitar la aplicación de la atenuante en casos de violencia de género, que en el fondo permitía que la violencia continuada en el tiempo a la que las mujeres eran sometidas pudiera actuar como factor atenuante. Harriet Harman, Ministra de Mujeres e Igualdad, compartía esta opinión y se trabajó en cambiar este aspecto de la legislación.

### Prostitución
Bindel ha investigado y hecho campaña contra la prostitución desde la década de 1970 y ha escrito de forma habitual sobre el tema desde 1998. Mientras trabajaba en la Universidad Metropolitana de Leeds en la década de 1990, coordinó el Programa de Reeducación de Curb Crawlers, dirigido a los usuarios de la ciudad. Como abolicionista, se opone firmemente a los esfuerzos por despenalizar el comercio sexual como parte de la promoción de los derechos de las trabajadoras sexuales. Su posición es que es "intrínsecamente abusivo y causa y es consecuencia de la desigualdad de las mujeres". ... un intercambio explotador unilateral arraigado en el poder masculino". Para su libro The Pimping of Prostitution: Abolishing the Sex Work Myth (2017), entrevistó a 250 personas en casi 40 países, visitó burdeles y habló con prostitutas, proxenetas y la policía.
Le han encargado varias veces escribir informes sobre el comercio sexual para organizaciones benéficas y autoridades locales. Mientras trabajaba para la Unidad de Estudios sobre Abuso de Niños y Mujeres de la Universidad Metropolitana de Londres, en 2003 fue coautora de un informe sobre la prostitución en Australia, Irlanda, los Países Bajos y Suecia. En 2004, realizó un informe para el Ayuntamiento de Glasgow sobre el baile erótico en el Reino Unido. En 2008, coescribió (junto a Helen Atkins) Big Brothel, un informe encargado por el Proyecto POPPY, que examinaba 921 burdeles en los 33 distritos de Londres. Señalaban que el 85 por ciento de los burdeles estaban en zonas residenciales, casi dos tercios en apartamentos y un quinto en casas: "Dondequiera que estés en la ciudad, lo más probable es que la compra y venta de mujeres se realice ante tus narices". 
Bindel y Atkins reclutaron a conocidos varones para que llamaran por teléfono a los burdeles y preguntaran qué se ofrecía. Sólo llamaban por teléfono a los que se anunciaban en los periódicos locales; Bindel estima que los burdeles ganaban entre 86 y 209,5 millones de libras esterlinas al año con los servicios así anunciados.  El sexo con penetración estaba disponible entre £ 15 y £ 250, con un precio promedio de £ 62, y el dos por ciento de los burdeles ofrecían sexo con penetración sin protección por entre £ 10 y £ 200 adicionales. Muchas de las mujeres eran del sur o del este de Europa y Asia. Un burdel incluso ofrecía lo que decían que era "una chica griega muy, muy joven".  Bindel escribió sobre los hallazgos en su columna de The Guardian:

Cuando Frank llamó a un burdel de Enfield, pudo oír de fondo el llanto de un bebé. Cuando Alan llamó a otro de Southwark, pudo distinguir el sonido de un niño pidiendo su té. Y cuando Mick llamó a otro para preguntar por sus servicios, le dijeron que podía tener a una "sucia zorra oriental que hará despedidas de soltero, anal y lo demás".

El informe Big Brothel fue criticado por 27 académicos y otros investigadores involucrados en la investigación sobre la prostitución, que se quejaban de que el estudio se había realizado sin aprobación ética ni reconocimiento de fuentes existentes, y había sido coescrito por una investigadora claramente en contra de la prostitución. El Proyecto POPPY respondió que el informe lo habían producido de forma independiente, que no eran una institución académica y que era importante proporcionar un contrapeso al enfoque positivo sobre la industria del sexo que se encuentra en los medios.

## Periodismo de opinión y entrevistas

### Descripción general
Bindel escribe para The Guardian, la revista The Sunday Telegraph, New Statesman, Truthdig y Standpoint, y a menudo es entrevistada por la BBC y Sky News. Comenzó a escribir para periódicos en noviembre de 1998, mientras trabajaba en la Universidad Metropolitana de Leeds, cuando The Independent publicó su artículo sobre el Programa de reeducación de Leeds Curb Crawlers.
En 2001, apareció una columna ocasional en The Guardian, con contribuciones más frecuentes a partir de 2003, después de que escribiera un artículo más extenso sobre el turismo sexual femenino a Jamaica. Los temas sobre los que escribe son el abuso infantil, el acoso cibernético, la falta de procesamiento de los delincuentes sexuales y las consecuencias de ese fracaso, y teorías biológicas sobre lo que impulsa a los delincuentes sexuales. También ha cubierto los baños de género neutro, "Por qué odio a los vegetarianos", Barbie y Ken: "una monstruosidad prefeminista de los años cincuenta, resplandeciente en su pasividad" y "un hombre patético y chorreante que parecía no tener pene" —y el club de fútbol Arsenal— "Me fui a la cama con una sonrisa en la cara. ¿Por qué? Porque el equipo más arrogante de Inglaterra recibió su merecido.

### Violación
Bindel critica las dificultades que sufren muchas mujeres que denuncian violaciones. Sostiene que el proceso legal y la investigación tratan a las mujeres más como delincuentes que como víctimas, y que la gente piensa que es más importante salvaguardar los derechos de los hombres que pudieran ser acusados fraudulentamente. Sus escritos sobre la violación se han publicado en periódicos de Kuwait y la India. En 2006 escribió que ni ella misma se atrevería a denunciar una violación: "Podríamos olvidarnos del sistema de justicia penal y formar a grupos de vigilantes para vengarse y, con un poco de suerte, disuadir a los atacantes. Porque si me violaran, preferiría correr el riesgo de ir como imputada en el tribunal, que como denunciante en un sistema que parece empeñado en demostrar que la violación es producto de la imaginación de mujeres maliciosas".

### Lesbianismo, matrimonio
Bindel se refiere a sí misma como una feminista lesbiana y política. En 2010, ingresó en la "Lista Rosa" de The Independent como no. 98 de las 101 personas gais y lesbianas más influyentes de Gran Bretaña. Comenzó a escribir sobre cuestiones lésbicas en 1996. Su trabajo para The Guardian ha incluido artículos sobre elegancia lésbica, maternidad lesbiana, la industria cosmética, cirugía estética para mujeres, y teorías científicas sobre la sexualidad. En enero de 2009, escribió sobre el feminismo lésbico radical de las décadas de 1970 y 1980 y su deseo de volver a esos valores. Su lesbianismo está "intrínsecamente ligado" a su feminismo y a su campaña para oponerse a la violencia sexual. Ella describió su horror cuando era más joven ante la idea de salir con un chico de la zona:

Me sorprendió la monotonía que se veía. Mientras los hombres bebían, pescaban y disfrutaban de su libertad, las mujeres cocinaban, limpiaban y cuidaban a los niños. Para las mujeres, la heterosexualidad parecía una estafa total.

Concluía el artículo con una invitación a las mujeres heterosexuales: "Vamos hermanas, sabéis que tiene sentido. Dejad de fingir que pensáis que el lesbianismo es un club exclusivo de miembros y úníos a ellas. Os prometo que no os arrepentiréis". Bindel no apoya la idea del matrimonio, que ella llama una "tradición patriarcal y anticuada" que surge de una época en la que las mujeres eran vistas como propiedad de sus padres y luego de sus maridos. A la asunción del nombre del marido la llama "branding". Extiende la misma crítica al matrimonio entre personas del mismo sexo; hay que rechazar el matrimonio, no reclamarlo. "Vístelo, subviértelo, niégalo todo lo que quieras", dijo en 2016. "El matrimonio es una institución que ha restringido la libertad de las mujeres durante siglos... Nunca puede ser un acto feminista." Ella sostiene que, en cambio, el Estado debería regular las uniones civiles para parejas del mismo sexo y del sexo opuesto.

### Feminismo
Bindel, crítica de la política identidaria y de lo que ella llama "el surgimiento de la preciosidad feminista", argumentó en 2014 que la cultura de la cancelación había reemplazado al activismo político. Citaba, como campañas feministas exitosas, el trabajo de Justicia para las Mujeres para cambiar la ley para que "regañar" ya no fuera una defensa para los maridos que mataban a sus esposas, y los esfuerzos dedicados a prohibir la violación conyugal. En lugar de librar estas batallas institucionales, las feministas se centraban ahora en avergonzar a las personas. "Las peticiones se han apoderado de la política", escribió. Critica la práctica de no plataformas, argumentando que "la censura es la nueva normalidad". Por ejemplo, en 2016 dijo que prohibir la entrada de Roosh V al Reino Unido (quien había dicho que si se legalizara la violación, las mujeres serían "más cuidadosas" con sus cuerpos) no cambiaría el hecho de que cada año en Inglaterra y Gales alrededor de 400.000 mujeres son agredidas sexualmente. Ella cree que la falta de plataformas simplemente nos deja desinformados sobre las opiniones de otras personas.

### Género y personas trans
Bindel sostiene que el género es producto de la socialización y que los roles de género refuerzan la opresión de las mujeres. A ella le gustaría ver el fin total del género. En 2008 escribió que la cirugía de reasignación de género refuerza los estereotipos de género y que el diagnóstico del trastorno de disforia se basa en puntos de vista obsoletos sobre cómo deben comportarse las mujeres y los hombres. "Es precisamente esta idea de que ciertos comportamientos distintos son apropiados para hombres y mujeres”, escribió, "la que subyace la crítica feminista del fenómeno del transgenerismo”.
Una columna de Bindel de 2004 titulada "Gender Benders, cuidado" impresa en The Guardian provocó que el periódico recibiera más de doscientas cartas de quejas de personas transgénero, médicos, terapeutas, académicos y otros. La columna expresaba su enojo respecto a Kimberly Nixon – una mujer transgénero que fue expulsada de su formación como consejera en cuestiones de violaciones por ser trans – y también incluía las opiniones de Bindel sobre las personas transgénero y los derechos de las personas transgénero, que generaron importantes críticas. El grupo de defensa de los derechos trans Press for Change cita este artículo como un ejemplo de "escrito discriminatorio" sobre las personas transgénero en la prensa. Las quejas se centraron en el título, "Gender benders, cuidado", la caricatura que acompaña la pieza, y el tono despectivo, como por ejemplo en: "Piensa en un mundo habitado sólo por personas transgénero. Se parecería al set de Grease" o "No tengo ningún problema con que los hombres se deshagan de sus genitales, pero eso no los convierte en mujeres, de la misma manera que meter un poco de manguera de aspiradora en tus 501 no te convierte a ti en un hombre". Bindel más tarde se disculpó por el tono "ofensivo" del artículo.
En un artículo de opinión de 2010 en The Guardian, CL Minou afirmaba que Julie Bindel tenía un "largo historial de transfobia pública". Cuando Bindel fue nominada en 2008 para el premio "Periodista del año" de Stonewall, activistas transgénero protestaron en la ceremonia. La Red Feminista de Londres organizó una contramanifestación en apoyo de Bindel. Debido a sus opiniones, varios sindicatos de estudiantes la rechazaron, incluido el de la Universidad de Mánchester en 2015, donde la habían invitado a hablar sobre: "De la liberación a la censura: ¿tiene un problema el feminismo moderno con la libertad de expresión?”.

### Bisexualidad
En 2012, Bindel condenó la bisexualidad femenina como una "tendencia de moda" causada por el "hedonismo sexual", y abordó la cuestión de si la bisexualidad existe realmente: "[B]isexualidad se vende a las mujeres heterosexuales como algún tipo de actividad recreativa alejada de su ' "hogar natural" del sexo heterosexual. Se considera "lesbianismo temporal"; tener una novia, para una mujer heterosexual, es como tener "el último bolso de Prada”. Feminista lesbiana activa desde hace mucho tiempo, expresaba su incomodidad con la inclusión de comunidades con variantes de sexualidad y género en la creciente "alianza arcoíris" LGBT: "El mantra ahora en las reuniones 'gays' es un retorcimiento de lenguas en LGBTQQI. Se trata de una alianza impía. Nos han puesto juntos en una habitación y nos han dicho que juguemos limpio".

### Los hombres y la heterosexualidad
En una entrevista de 2015 con Radfem Collective, Bindel – en lo que luego dijo que había sido una "broma" – abogaba por el internamiento de todos los hombres, así como por la abolición de la heterosexualidad. Cuando se le preguntó si la heterosexualidad sobrevivirá o no a la liberación de la mujer, dijo:
No lo hará, a menos que los hombres actúen juntos, se les quite el poder y se comporten bien. Quiero decir, en realidad los pondría a todos en algún tipo de campamento donde todos pudieran conducir en quads, bicicletas o camionetas blancas. Les daría la opción de elegir vehículos para conducir, no les daría pornografía, no podrían pelear. ¡Tendríamos guardias, por supuesto! Las mujeres que quisieran ver a sus hijos o a sus seres queridos varones podrían ir a visitarlos o sacarlos como si fueran un libro de la biblioteca y luego traerlos de regreso. De hecho, espero que la heterosexualidad no sobreviva. Me gustaría ver una tregua sobre la heterosexualidad. Me gustaría una amnistía sobre la heterosexualidad hasta que nos hayamos solucionado. Porque intentarlo bajo el patriarcado es una mierda.
Más tarde dijo que esto era una sátira y que no tiene nada en contra de quienes eligen las relaciones heterosexuales, los hombres o su sexualidad, afirmando que cada uno es una persona individual y criticando la idea de que los hombres son "violadores natos".

### Biblioteca Aspley
En junio de 2022, el Ayuntamiento de Nottingham canceló una charla de Bindel en la biblioteca Aspley de Nottingham. Finalmente, la charla tuvo lugar fuera de la biblioteca.

Posteriormente, el ayuntamiento emitió un comunicado:
"Se trataba de una reserva privada en la Biblioteca Aspley por parte del grupo 'Nottingham Women for Change' y toda la venta de entradas y marketing del evento se llevó a cabo de forma independiente sin ninguna aportación del consejo.

 "Aunque se sabía que el evento iba a ser desde una perspectiva feminista, no se dio al Servicio de Biblioteca ninguna información sobre las opiniones de la oradora sobre los derechos de las personas transgénero.

 "Una vez que nos dimos cuenta de esto, tomamos la decisión de cancelar la reserva. Nottingham es una ciudad inclusiva y como ayuntamiento apoyamos a nuestra comunidad LGBT y nos hemos comprometido a apoyar los derechos trans como derechos humanos a través de Stonewall. No queríamos que se utilizara uno de los edificios de nuestra biblioteca para este evento, que tendrá lugar durante el mes del Orgullo, y que se viera como un apoyo implícito a las opiniones de la oradora que van en contra de nuestra posición sobre los derechos de las personas transgénero".
El 27 de junio, Bindel dijo que al día siguiente hablaría con abogados sobre la posibilidad de emprender acciones legales contra el ayuntamiento.

El 7 de octubre de 2022, el Ayuntamiento de Nottingham se disculpó con Bindel:
"El Ayuntamiento de Nottingham se da cuenta que su decisión de cancelar el evento fue ilícita desde el punto de vista del procedimiento. El Ayuntamiento de Nottingham pide disculpas a la señora Bindel y a Nottingham Women for Change por cancelar el evento de esta manera y por las molestias causadas como resultado de esta decisión".
Junto con la disculpa, el ayuntamiento acordó realizar un pago a Bindel, Nottingham Women for Change y a los poseedores de entradas, y acordó gestionar cualquier solicitud de reserva futura de forma lícita.

## Datos biográficos
Bindel se identifica como lesbiana política.

## Publicaciones

### Libros
- (2003). Bindel and Harriet Wistrich. The Map of My Life: The Story of Emma Humphreys, Londres: Astraia. ISBN 9780954634100
- (2014). Roger Matthews, Helen Easton, Lisa Young, and Bindel. Exiting Prostitution: A Study in Female Desistance. Londres: Palgrave Macmillan. ISBN 978-1-137-28940-7
- (2014). Bindel. Straight Expectations. London: Guardian. ISBN 1783560002 LCCN 2014431281
- (2017). Bindel. The Pimping of Prostitution: Abolishing the Sex Work Myth. London: Palgrave Macmillan. ISBN 113755889X LCCN 2017939330
- (2021). Bindel. Feminism for Women: The Real Route to Liberation. Londres: Constable & Robinson.

### Informes, capítulos de libros
- (1996), with Liz Kelly, et al. Domestic Violence Matters: An Evaluation of a Development Project Londres: Home Office.
- (1996). "Women Overcoming Violence and Abuse: Information Pack on Topics Covered at the International Conference on Violence, Abuse and Women's Citizenship", Bradford: University of Bradford, Research Unit on Violence, Abuse and Gender Relations. ISBN 978-1851431588
- (1996). "Neither an Ism nor a Chasm: Maintaining a Radical-Feminist Agenda in Broad-Based Coalitions" in Lynne Harne, Elaine Miller (eds.), All the Rage: Reasserting Radical Lesbian Feminism, London: Women's Press.
- (2003), with Liz Kelly. "A Critical Examination of Responses to Prostitution in Four Countries: Victoria, Australia; Ireland; the Netherlands; and Sweden", Child and Woman Abuse Studies Unit, London Metropolitan University.
- (2004). Profitable Exploits! Lap Dancing in the UK, London Metropolitan University.[99]
- (2006). "Press for Change": A Guide for Journalists Reporting on the Prostitution and Trafficking of Women, Coalition Against Trafficking in Women.[100]
- (2008), with Helen Atkins. Big Brothel: A Survey of the Off-street Sex Industry in London. London: The POPPY Project, Eaves Housing for Women
- (2009), with Melissa Farley and Jacqueline M. Golding. Men Who Buy Sex: Who They Buy and What They Know, Eaves Housing for Women (London) / Prostitution Research & Education (San Francisco).